# 张海云
张海云（1929年—2006年），辽宁兴城人，中国人民解放军将领、中国人民解放军中将。
毕业于海军政治学校。1985年，接替王昕，担任南海舰队政治委员。1990年，由周坤仁接任。1988年，授中国人民解放军中将军衔。1990年，接替李世田，担任北海舰队政治委员。1993年，由傅鸿基接任。1988年，授中国人民解放军中将军衔。